# بورتون بنجامين
بورتون بنجامين (بالإنجليزية: Burton Benjamin)‏ هو كاتب سيناريو أمريكي، ولد في 9 أكتوبر 1917 في كليفلاند في الولايات المتحدة، وتوفي في 18 سبتمبر 1988 في برياركليف مانور في الولايات المتحدة.

## روابط خارجية
- بورتون بنجامين على موقع IMDb (الإنجليزية)
- بورتون بنجامين على موقع قاعدة بيانات الفيلم (الإنجليزية)